# Plecoptera polymorpha
Plecoptera polymorpha är en fjärilsart som beskrevs av George Francis Hampson 1916. Plecoptera polymorpha ingår i släktet Plecoptera och familjen nattflyn. Inga underarter finns listade i Catalogue of Life.